# Job 13
 (novembre 2022).
Job 13 est le treizième chapitre du livre de Job dans la Bible hébraïque ou l'Ancien Testament de la Bible chrétienne,. Le livre est anonyme ; la plupart des érudits pensent qu'il a été écrit vers le VIe siècle avant notre ère. D'autres le situent à l'époque de Salomon (Young) ou du VIIIe siècle avant notre ère (Hartley). D'autres encore pensent qu'ils pourraient s'agir du plus vieux livre de la Bible et certains (Archer) invoque une tradition juive ancienne selon laquelle le livre aurait été écrit ou réécrit par Moïse.

## Texte
Le texte original est écrit en langue hébraïque. Ce chapitre est divisé en 28 versets.

### Manuscrits
Certains manuscrits anciens contenant le texte de ce chapitre en hébreu sont du texte massorétique, qui comprend le Codex d'Alep (Xe siècle) et le Codex Leningradensis (1008). Des fragments contenant des parties de ce chapitre en hébreu ont été trouvés parmi les manuscrits de la mer Morte, y compris 4Q100 (4QJob b ; 50-1 BCE) avec le verset existant 4,,, et 4Q101 (4QpaleoJob c ; 250-150 avant notre ère) avec les versets existants 18-27,,,.
Il existe également une traduction en grec Koine connue sous le nom de Septante, réalisée au cours des derniers siècles avant notre ère ; certains manuscrits anciens existants de cette version incluent le Codex Vaticanus (B ; {\displaystyle {\mathfrak {G}}} B ; IVe siècle, Codex Sinaiticus (S ; BHK : {\displaystyle {\mathfrak {G}}} S ; IVe siècle), et Codex Alexandrinus (A ; {\displaystyle {\mathfrak {G}}} Un ; Ve siècle).

## Analyse du texte
La structure du livre est la suivante :
- Le Prologue (chapitres 1–2)
- Le Dialogue (chapitres 3 à 31)
- Les Verdicts (32 : 1–42 : 6)
- L'Épilogue (42: 7–17)

Au sein de la structure, le chapitre 13 est regroupé dans la section Dialogue avec le plan suivant :
- L'Auto-malédiction et l'auto-lamentation de Job (3: 1–26)
- Premier tour (4: 1–14: 22)
  - Éliphaz (4: 1–5: 27)
  - Job (6:1–7:21)
  - Bildad (8: 1–22)
  - Job (9:1–10:22)
  - Tsophar (11:1–20)
  - Job (12:1–14:22)
    - Les Méchants prospèrent, mais je souffre (12 :1-6)
    - La Main de Dieu dans la création (12 :7-12)
    - Le Contrôle actif de Dieu sur le monde (12 :13-25)
    - La Position de Job (13: 1–3)
    - La Réprimande de Job envers ses amis (13 :4-12)
    - Discours aux amis (13:13–19)
    - Discours à Dieu (13:20-28)
    - La Brièveté de la vie humaine (14 :1-6)
    - Le Manque d'espoir pour les humains (14: 7-12)
    - L'Espérance imaginaire de Job (14: 13–17)
    - Le Manque d'espoir - Encore une fois (14: 18-22)
- Deuxième tour (15: 1–21: 34)
- Troisième tour (22: 1–27: 23)
- Intermède - Un poème sur la sagesse (28: 1–28)
- Résumé de Job (29:1–31:40)

La section Dialogue est composée sous le format de la poésie avec une syntaxe et une grammaire distinctives. Les chapitres 12 à 14 contiennent le discours de clôture de Job du premier tour, où il s'adresse directement à ses amis (12: 2–3; 13: 2, 4–12).

## Job s'adresse à ses amis (13: 1–19)

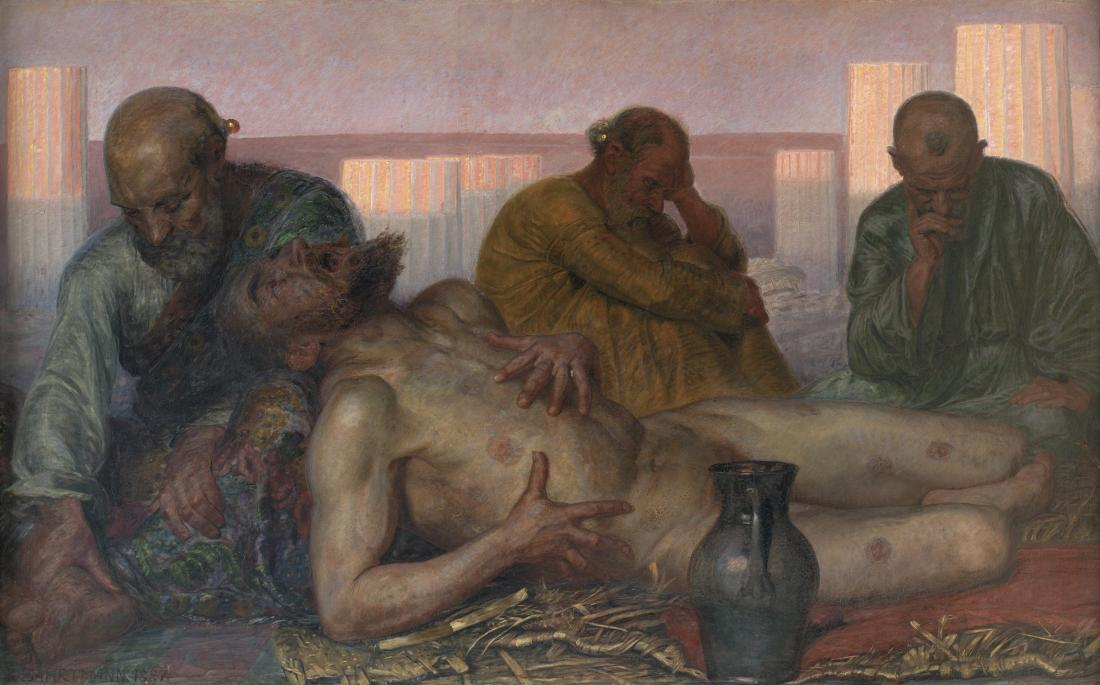
Job et ses amis, de Kristian Zahrtmann (1887).

Le verset 1 s'ouvre avec Job résumant son discours au chapitre 12 avant de s'adresser à ses amis dans les versets 2 à 12, opposant la position de Job (« mais moi », verset 3) et celle de ses amis (« mais toi », verset 4). Job demande le silence à ses amis (verset 5, 13) car il veut « poursuivre la vérité en se présentant devant Dieu ». Bien que Job ait eu peur d'approcher Dieu (versets 13b-14, également verset 21), il insisterait pour un procès, connaissant le risque et pourtant l'espoir d'une justification (comme au chapitre 14).

## Job s'adresse à Dieu (13:20–28)
Au verset 20, Job s'adresse à Dieu qui peut résoudre ses problèmes. Les versets 20 à 27 peuvent être classés comme une lamentation, décrivant ce que Job veut que Dieu adresse au nombre de ses péchés pour justifier l'étendue des punitions qu'il a reçues. La remarque finale est une imagerie d'une personne sans dignité, pourrie ou détruite par les mites.
[Job dit :] « pour que tu rédiges contre moi d’amers verdicts en m’imputant les crimes de ma jeunesse. »
Job reconnaît qu'il a commis des péchés dans sa jeunesse (ou « années de jeunesse » ; cf. Psaume 25:7), mais il les avait sans doute confessés auparavant et se demande maintenant si sa souffrance est due à la punition longtemps retardée pour ces péchés passés, que Dieu a enregistrés et dont il s'est souvenu,. Dans Job 31 :35, Job utilisera la même métaphore qu'il écrit et signe sa confession et place son cas entre les mains de Dieu.